# Le Vicel
Le Vicel är en kommun i departementet Manche i regionen Normandie i norra Frankrike. Kommunen ligger i kantonen Quettehou som tillhör arrondissementet Cherbourg. År 2022 hade Le Vicel 119 invånare.

## Befolkningsutveckling
Antalet invånare i kommunen Le Vicel
| Referens: INSEE |